# Donkey Kong Jr.
Donkey Kong Jr. (яп.ドンキーコングJr.
Donkīkongu Jr., укр. Донкі Конг-молодший) — відеогра на платформі 1982 року, розроблена та видана Nintendo для аркад. Це продовження «Віслюка Конга», але його ролі поміняні порівняно з його попередником: Маріо тепер лиходій, а Донкі Конг-молодший намагається врятувати свого викраденого батька. Спочатку він був випущений в аркадах, а протягом десятиліття був випущений для різноманітних домашніх платформ. Назва гри написана як Donkey Kong Junior у північноамериканській аркадній версії та в різних перетвореннях на системи, що не належать до Nintendo